# ダウム
Daum（ダウム、朝: 다음）は、韓国企業カカオが運営する、韓国第2位のポータルサイト。サービス名の「ダウム」は、韓国語で「次」を意味する。

## 沿革
- 1995年2月 - 「ダウム・コミュニケーションズ（Daum Communications Corp.）」を設立
- 1999年7月 - hanmail.netをリニューアルし、インターネットポータル「Daum」をオープン。
- 2000年1月 - 検索サービスを開始。
- 2014年10月 - カカオと合併し「ダウムカカオ（Daum Kakao Corp.）」による運営となる
- 2015年9月 - 会社名を「カカオ（Kakao Corp.）」に変更